# Álex Briega
Alejandro Briega De La Cruz (Madrid, Comunidad de Madrid, España, 19 de diciembre de 2001) conocido deportivamente como Álex Briega, es un futbolista español que juega como extremo izquierdo. Actualmente forma parte del Inter de Valdemoro.

## Trayectoria deportiva
Álex Briega desarrolló su etapa formativa en el fútbol base de la Comunidad de Madrid, realizando la totalidad de la misma en las categorías inferiores del Atlético de Madrid, siendo su último año como juvenil en el combinado U19 del Atlético Madrileño de Liga Nacional Juvenil de España. En 2020 tuvo un breve paso en las filas del C.D.E. Ciudad de Pinto en su primer curso en categoría senior.
En la temporada 2021/2022 el delantero madrileño firma con 19 años su primer contrato profesional uniéndose a la Unió Esportiva Santa Coloma de la Primera División de Andorra haciendo su debut en competición oficial en la primera jornada de liga, el 19 de septiembre de 2021 en la victoria (2-1) ante el FC Santa Coloma, ese curso disputó 9 encuentros con el cuadro andorrano.
En enero de 2022 recala en Salamanca Club de Fútbol UDS B para competir en el grupo 8 de Tercera Federación donde disputó 12 encuentros oficiales de liga hasta final de campaña.
Fue en verano de 2022 cuando Álex regresa a Primera División de Andorra para firmar por el Futbol Club Penya d'Andorra, debutando con estos en la primera jornada de liga del campeonato en el empate (0-0) contra la Unió Esportiva Sant Julià. En esa segunda etapa en el principado tuvo presencia en 12 encuentros oficiales de liga finalizando en 5ª posición en la tabla.
Para enero de 2023 el delantero ficha por Fútbol Club La Unión Atlético del grupo 13 de Tercera Federación, acabando la competición en tercera posición se clasificó para disputar la fase de Promoción de ascenso a Segunda Federación consiguiendo, tras superar las tres rondas y venciendo en la final a la L'Entregu Club de Fútbol con un global (0-2) el ascenso a Segunda Federación.
De cara a la temporada 2023/2024, el 13 de junio el delantero se convierte en la segunda incorporación del Yugo-Unión Deportiva Socuéllamos Club de Fútbol del grupo 18 de Tercera Federación.

## Carrera deportiva

### Clubes
| Club                          | País    | Año               |
| ----------------------------- | ------- | ----------------- |
| Atlético Madrileño U19        | España  | 2019 - 2020       |
| C.D.E. Ciudad de Pinto        | España  | 2020 - 2021       |
| Unió Esportiva Santa Coloma   | Andorra | 2021              |
| Salamanca CF UDS B            | España  | 2022              |
| Futbol Club Penya d'Andorra   | Andorra | 2022              |
| Fútbol Club La Unión Atlético | España  | 2023              |
| UD Socuéllamos                | España  | 2023 - Actualidad |